# Artūras Šukys
Artūras Šukys (Lituania, 18 de junio de 1983) es un árbitro de baloncesto lituano de la LKL. Internacional, forma parte del plantel de oficiales de EuroLeague Basketball (Euroliga y EuroCup). En 2025 fue seleccionado por primera vez para la Final Four de la Euroliga en Abu Dabi, donde arbitró el partido por el tercer puesto.

## Trayectoria
Se formó en el ámbito del arbitraje lituano y suma 16 temporadas en la LKL (hasta 2024–25), con base en Kaunas. Debutó en la Euroliga en octubre de 2017, en el derbi de Estambul entre Fenerbahçe y Anadolu Efes. Desde entonces aparece de forma regular en el listado oficial de árbitros de EuroLeague Basketball.

## Euroliga y EuroCup
- Euroliga: 2017–presente (debut en 2017; presencia continuada y selección para Playoffs 2023–24 y 2024–25).[7]
- EuroCup: 2017–presente (designaciones regulares).[8]

Partidos destacados (selección)
- Euroliga – Final Four 2025 (3.º puesto): Olympiacos 97–93 Panathinaikos (25/05/2025, Etihad Arena, Abu Dabi).[9][10]
- Euroliga RS 2024–25: Crvena zvezda – Monaco (Belgrade Arena; 19.537 espectadores).[11]
- Euroliga RS 2024–25: Virtus – Real Madrid.[12]
- EuroCup 2024–25: Aris – Valencia.[13]

## FIBA
Šukys ha sido árbitro en torneos FIBA de selecciones; entre otros, en el Mundial U19 (El Cairo, 2017).

## Palmarés y reconocimientos
- Final Four de la Euroliga (árbitro, 2025).[3]
- Top-2 en el ranking de árbitros de Lituania 2024 (evaluación LKF TA).[14]